# Blame It
"Blame It" é uma canção do cantor Jamie Foxx com a participação do rapper T-Pain, lançado como o segundo single de seu terceiro álbum de estúdio, "Intuition" (2008). Foi escrito por Christopher "Deep" Henderson, Nate Walker, James T. Brown, John Conte Jr., David Ballard e Brandon Melanchon e produzido por Christopher "Deep "Henderson. T-Pain também usa alguns elementos de "I Luv Your Girl" de The-Dream. A canção recebeu muitos elogios e indicações, incluindo uma vitória para Best R & B Performance por um Duo ou Grupo com Vocal no 52º Grammy Awards.
"Blame It" é o single de maior sucesso do álbum, chegando em 2 º lugar os EUA Billboard Hot 100, e ficou no topo da Hot R & B / Hip-hop  por 14 semanas consecutivas, tornando a segunda mais longa canção número 1 na parada. "Blame It", vendeu mais de um milhão de downloads.

## Vídeo Musical
O vídeo da música foi dirigido por Hype Williams e estreou no106 & Park na sexta-feira 25 de fevereiro de 2009. As aparições no vídeo são feitas por Ron Howard, Forest Whitaker, Jake Gyllenhaal, Samuel L. Jackson, Quincy Jones, Cedric Entertainer, Morris Chestnut, Clifton Powell, Alex Thomas, DeRay Davis, Joe, Mos Def, Tatyana Ali, Jalen Rose, Bill Bellamy, Ashley Scott, Electrik Red, Aurora Richard, Keshia Knight Pulliam e LeToya.  BET nomeou-o o vídeo nº 1 de 2009 em seu fim de ano, batendo vídeos de artistas como Jay-Z,  Maxwell, Alicia Keys e Young Money.

## Desempenho
"Blame It" alcançou rapidamente o primeiro lugar na  Billboard Hot R&B/Hip-Hop, tornando-se  o  primeiro número de Foxx no gráfico como um artista principal, e sua terceira com colaboração. "Blame It" quebrou o recorde de canção de maior duração na primeira posição no gráfico por um artista masculino. Ele passou 14 semanas consecutivas em 1º antes de finalmente ser derrubado por "Sex Birthday" de Jeremih. Ele está empatado com "We Belong Together" de Mariah Carey, "Nobody's Supposed to Be Here" de Deborah Cox e "Pretty Wings" de  Maxwell como a segunda canção mais longa no gráfico. Apenas "Be Without You" por Mary J. Blige passou mais tempo no número um, com 15 semanas.
Na  Billboard Hot 100, a canção chegou ao número dois, tornando seu segundo single no top 10, mas, primeiro hit top cinco como um artista principal e seu pico mais alto no gráfico (após dois nº 1 como um artista participante). A música vendeu um milhão de downloads em 14 semanas nos Estados Unidos. No Canadá, atingiu um pico de número sete no Canadian Hot 100. Após consistente permanência no Top 20 da Hot 100 por mais de 20 semanas, "Blame It" teve uma súbita caida do número 22 para 34 em meados de julho.

## Desempenho nas paradas musicais
| Parada (2009)                                    | Melhor posição |
| ------------------------------------------------ | -------------- |
| Austrália (ARIA)                                 | 83             |
| Canadá (Canadian Hot 100)                        | 7              |
| Nova Zelândia (RIANZ)                            | 29             |
| Estados Unidos (Billboard Hot 100)               | 2              |
| Estados Unidos (Billboard Hot R&B/Hip-Hop Songs) | 1              |
| Estados Unidos (Billboard Pop Songs)             | 3              |

### Parada de fim de Ano
| Parada (2009)                      | Posição |
| ---------------------------------- | ------- |
| Estados Unidos (Billboard Hot 100) | 16      |

## Covers
A banda Of Mice & Men fez uma versão da canção para o álbum de compilação Punk [Goes Pop 3], que foi lançado em 2 de novembro de 2010.
Ele também foi performado pelo elenco de Glee para o episódio da segunda temporada "Blame It on the Alcohol".